# Nemosia
Genre
Nemosia est un genre d'oiseaux de la famille des Thraupidae.

## Liste d'espèces
Selon la classification de référence du Congrès ornithologique international (version 2.7, 2010) :
- Nemosia pileata - Tangara coiffe-noire
- Nemosia rourei - Tangara rougegorge